# بارو آلتو (باهیا)
بارو آلتو (به پرتغالی: Barro Alto) یک شهرداری در برزیل است که در باهیا واقع شده‌است. بارو آلتو ۱۵٬۰۵۴ نفر جمعیت دارد و ۷۰۵ متر بالاتر از سطح دریا واقع شده‌است.